# Rhinomyza cincta
Rhinomyza cincta är en tvåvingeart som beskrevs av Philip 1960. Rhinomyza cincta ingår i släktet Rhinomyza och familjen bromsar. Inga underarter finns listade i Catalogue of Life.